# Vinnius
Vinnius là một chi nhện trong họ Salticidae.

## Các loài
Các loài:
- Vinnius buzius Braul & Lise, 2002
- Vinnius camacan Braul & Lise, 2002
- Vinnius subfasciatus (C. L. Koch, 1846)
- Vinnius uncatus Simon, 1902